# ヒンダー
ヒンダー（Hinder）は、2002年にオクラホマシティで結成された、アメリカのロックバンド。メンバーの全員がオクラホマ州セントラル・オクラホマ大学（University of Central Oklahoma）出身。

## 略歴
ジョーとコーディーの2人が、コピーバンドで歌っていたオースティンを見出し、結成された。
2005年のデビュー・アルバム『Extreme Behavior』から「Lips Of An Angel」が全米シングルチャートで3位を記録するヒットとなり、2006年9月には100万枚を突破しプラチナムディスクとなった。日本盤は2007年1月にリリースされた。現在、アメリカだけで300万枚を超えるセールスを記録している。
2008年11月4日には、2ndアルバム『Take It to the Limit』をリリースし、全米アルバムチャートにて初登場4位を記録し、結果的にアメリカだけで50万枚以上を売り上げている。

## メンバー
- オースティン・ウィンクラー(Austin Winkler):リードヴォーカル
- ジョー・ガービー(Joe "Blower" Garvey):ギター&ヴォーカル
- マーク・キング(Mark King):ギター&ヴォーカル
- マイク・ロッドン(Mike Rodden):ベース&ヴォーカル　ピアノ
- コーディ・ハンソン(Cody Hanson):ドラムス

## ディスコグラフィー
Extreme Behavior - (2005)
ちなみにこのアルバムにはペアレンタル・アドバイザリーのラベルが付いている。
1. "Get Stoned" – 3:38
2. "How Long" – 3:24
3. "By the Way" – 3:51
4. "Nothin' Good About Goodbye" – 3:52
5. "Bliss (I Don't Wanna Know)" – 3:50
6. "Better Than Me" – 3:43
7. "Room 21" – 3:43
8. "Lips of an Angel" – 4:21
9. "Homecoming Queen" – 4:38
10. "Shoulda" – 3:17

Take It to the Limit  - (2008)
1. "Use Me" - 3:49
2. "Loaded And Alone" - 4:06
3. "Last Kiss Goodbye" - 3:48
4. "Up All Night" - 3:33
5. "Without You" - 3:52
6. "Take It To The Limit" - 3:11
7. "The Best Is Yet To Come" - 3:22
8. "Heaven Sent" - 3:41
9. "Thing For You" - 3:59
10. "Lost In The Sun" - 3:52
11. "Far From Home" - 4:03

All American Nightmare  - (2010)
1. "2 Sides Of Me"
2. "All American Nightmare"
3. "What Ya Gonna Do"
4. "Hey Ho"
5. "The Life"
6. "Waking Up The Devil"
7. "Red Tail Lights"
8. "Striptease"
9. "Everybody's Wrong"
10. "Put That Record On"